# Marija Zacharczenko-Szulc

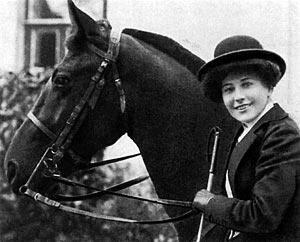
Z koniem przy stadninie

Marija Władisławowna Zacharczenko-Szulc, ros. Мария Владиславовна Захарченко-Шульц (ur. 21 listopada?/3 grudnia 1893 w rodzinnym majątku w guberni penzeńskiej, zm. 23 czerwca 1927 w rejonie stacji kolejowej Dretuń w okolicy Połocka) – rosyjska wojskowa, emigracyjna działaczka antysowiecka, terrorystka.

## Życiorys
Urodziła się pod nazwiskiem Łysowa. Szkołę podstawową, a następnie gimnazjum ukończyła w mieście Penza. W 1911 r. zakończyła naukę w Smolnym Instytucie w Sankt Petersburgu. Następny rok uczyła się w Lozannie, po czym powróciła do rodzinnego majątku. Utworzyła tam niedużą, wzorcową stadninę koni. W 1913 r. wyszła za mąż za oficera Siemionowskiego Pułku Lejbgwardii Iwana S. Michno. Zamieszkała w Sankt Petersburgu.
Krótko po wybuchu I wojny światowej jej mąż został ciężko ranny i zmarł. Po urodzeniu córki postanowiła zastąpić męża na froncie. Przy pomocy carycy Aleksandry Fiodorownej i jej najstarszej córki Olgi na pocz. 1915 r. wstąpiła ochotniczo pod nazwiskiem męża do 3 Jelizawetgradzkiego Pułku Husarskiego Jej Cesarskiej Wysokości Olgi Nikołajewnej Romanowej. Skierowano ją do 5 Szwadronu pod dowództwem rtm. P. P. Obucha. W listopadzie 1915 r. jako zwiadowca wyprowadziła swój oddział na tyły niemieckiej kompanii piechoty, doprowadzając do jej poddania się. Podczas innego zadania zwiadowczego została ranna, wynosząc ponadto spod ognia rannego towarzysza broni. Awansowano ją na podoficera. W 1916 r. w Dobrudży wzięła do niewoli bułgarskiego żołnierza, krzycząc jedynie na niego.
Pod koniec 1916 r. 3 Pułk Husarski, działający w Besarabii, został skierowany na tyły dla odpoczynku. Podczas rewolucji lutowej był on jednym z nielicznych rosyjskich oddziałów wojskowych, który nie poddał się rewolucyjnym nastrojom i zachował dyscyplinę wojskową. Jednakże w wyniku rewolucji bolszewickiej został rozwiązany. Marija Zacharczenko-Szulc powróciła w rodzinne strony, ale jej majątek i stadnina koni były ograbione i zniszczone. W tej sytuacji zorganizowała Związek Samoobrony, a następnie antybolszewicki oddział partyzancki składający się z penzenskiej młodzieży.
Wiosną 1918 r. wyszła ponownie za mąż za oficera 15 Pułku Ułanów Grigorija Zacharczenkę. Ostatecznie obydwoje dołączyli do wojsk białych, do Armii Ochotniczej gen. Antona Denikina. Służyła w odtworzonym 15 Pułku Ułanów, którym dowodził jej mąż. Była znana jako "wściekła Maria", gdyż nie brała jeńców. Jesienią 1920 r., krótko po śmierci męża, sama została ciężko ranna w walkach pod Kachowką. W listopadzie tego roku, po klęsce białych na froncie południowym wojny domowej, wraz z pozostałymi oddziałami białych ewakuowano ją z Krymu do Gallipoli. Na emigracji zamieszkała w Królestwie SHS. Wstąpiła do organizacji bojowej gen. Aleksandra Kutiepowa, prowadzącej otwartą walkę zbrojną z reżimem bolszewickim.
W październiku 1923 r. wraz ze swoim trzecim mężem kpt. Gieorgijem Radkowiczem jako małżeństwo Szulców przekroczyła nielegalnie granicę estońsko-sowiecką. Przebywała najpierw w Piotrogrodzie, a następnie w Moskwie, gdzie realizowała tajne zadania otrzymane od gen. Kutiepowa. Marija Zacharczenko-Szulc stała się jedną z kluczowych figur w prowadzonej przez Sowietów operacji wywiadowczej pod kryptonimem „Trust”, która była skierowana przeciwko Rosyjskiemu Związkowi Ogólnowojskowemu (ROWS) i miała doprowadzić do złamania siły białej emigracji rosyjskiej. Jej rolą miało być sprowadzenie do Rosji bolszewickiej brytyjskiego szpiega Sidneya Reilly. Nie udało się jednak do tego doprowadzić.
Wkrótce Zacharczenko-Szulc wysunęła pomysł powołania Związku Narodowych Terrorystów w celu przeprowadzania zamachów terrorystycznych na terytorium sowieckim. W jego ramach ponownie przeszła nielegalnie do ZSRR latem 1927 r., w grupie wraz z J. Petersem i A. Opperputem. W nocy z 3 na 4 czerwca tego roku przeprowadzili oni nieudany zamach terrorystyczny na dom na ulicy Mała Łubianka 3/6. Jednakże ochrona zaatakowała ich, w rezultacie czego musieli się rozdzielić. Udało im się wydostać z Moskwy, ale obława dogoniła Zacharczenko-Szulc wraz z J. Petersem w rejonie stacji kolejowej Dretuń na linii kolejowej Moskiewsko-Białorusko-Bałtyckiej. W wyniku strzelaniny Zacharczenko-Szulc zginęła 23 czerwca (według części źródeł 18 czerwca). Prawdopodobnie popełniła samobójstwo.